# Aéroport d'Itaituba
L'aéroport d'Itaituba (code IATA : ITB • code OACI : SBIH) est un aéroport desservant Itaituba au Brésil.

## Historique
Itaituba est l'un des plus importants aéroports de la région sud-ouest de l'État de Pará. Il est classé comme aéroport régional. Il est desservi par des vols réguliers. Le terminal de l'aéroport dispose de plusieurs équipements tels qu'une connexion wi-fi gratuite, des magasins, et un point de restauration.

## Situation
| \| 200 km1:42 212 000 \| São Paulo-Guarulhos São Paulo-Congonhas Brasília Rio-Galeão Belo Horizonte Campinas Rio-Santos-Dumont Recife Porto Alegre Salvador Fortaleza Curitiba Florianópolis Belém Vitória Goiânia Manaus Navegantes |
| 200 km1:42 212 000 |

## Compagnies et destinations
| Compagnies | Destinations                              |
| ---------- | ----------------------------------------- |
| Piquiatuba | Altamira, Belém, Novo Progresso, Santarém |

## Accidents et incidents
26 avril 1994: un Penta Cessna 208A Caravane volant de Itaituba à Jacareacanga, du fait de la mauvaise visibilité, s'est écrasé peu de temps avant son atterrissage à Jacareacanga, en partie en raison du manque d'expérience du pilote. Le bilan de l'accident est de 2 morts.

## Accès
L'aéroport est situé à 6 km du centre-ville d'Itaituba.